# Brücke der Märtyrer des 15. Juli
Die Brücke der Märtyrer des 15. Juli (türkisch 15 Temmuz Şehitler Köprüsü), ursprünglich Bosporus-Brücke (Boğaz Köprüsü) oder Erste Brücke (Birinci Köprü) genannt, ist die älteste von drei Brücken in Istanbul, die den Bosporus überspannen und so den europäischen mit dem asiatischen Teil der Stadt verbinden. Sie wurde 1973 eröffnet und verbindet im Zuge der Autobahn O-1 die Stadtteile Beşiktaş und Üsküdar miteinander. Darüber hinaus ist die Brücke über die TEM (Trans European Motorway İstanbul-Ankara Otoyolu) zu erreichen.

## Beschreibung

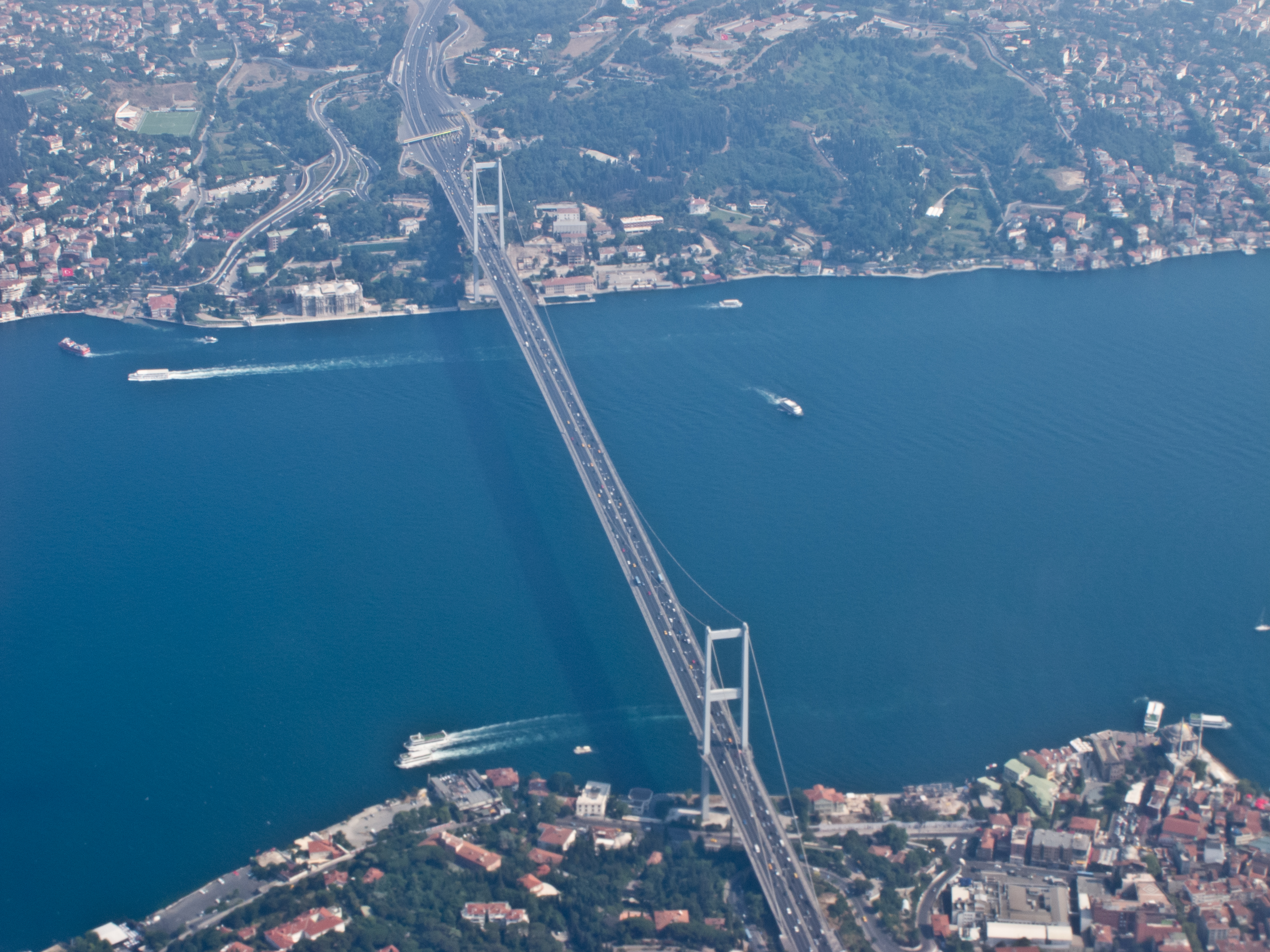
Luftbild von der europäischen Stadtseite aus

Die Brücke der Märtyrer des 15. Juli ist eine Hängebrücke mit sechs Fahrspuren, zwei Notspuren und einem Fußweg. Die Fahrtrichtung der Hauptspuren ist nicht festgelegt, sondern wird je nach Tageszeit und Wochentag dem Verkehrsfluss angepasst. An Werktagen führen morgens vier Spuren von Ost nach West, abends vier von West nach Ost, um den Berufsverkehr von Asien nach Europa, wo sich die meisten Arbeitsplätze befinden, zu bewältigen.
Das fast horizontal verlaufende Brückendeck verbindet die auf den Hochufern gelegenen Stadtteile, die Stadtviertel unmittelbar am Ufer liegen tief unter der Brücke. Sie überquert den Bosporus mit einer lichten Höhe von 64 m, so dass auch große Schiffe wie Flugzeugträger und Kreuzfahrtschiffe passieren können.
Ihre Länge zwischen den auf den Hochufern gelegenen Ankerblöcken beträgt 1560 m. Die Spannweite zwischen den Pylonen beträgt 1074 m.
Ihre beiden stählernen Pylone stehen unmittelbar am Ufer. Sie sind 165 m hoch und überragen die Fahrbahn um 105 m. Ihre beiden Stiele sind durch einen Querriegel unterhalb des Brückendecks sowie durch einen Querriegel auf halber Höhe über der Fahrbahn und durch einen zwischen den Spitzen miteinander verbunden und versteift.
Das Brückendeck zwischen den Pylonen besteht aus einem aerodynamisch günstig geformten, flachen Hohlkasten aus Stahlblechen. Die Bosporus-Brücke war nach der Severn-Brücke die zweite der von Freeman Fox & Partners geplanten großen Hängebrücken, bei der zur Versteifung des Fahrbahnträgers nicht mehr hohe Fachwerkträger verwendet wurden, sondern im Windkanal getestete Hohlkästen, die dem Wind wenig Widerstand bieten und durch ihre aerodynamische Form Schwingungen und aeroelastisches Flattern vermeiden.
Das Brückendeck ist insgesamt 33,4 m breit und nur 3 m hoch. Es hat eine 25 m breite flache Oberseite, die an beiden Rändern mit einer 1,5 m breiten Schräge in die etwas tiefer liegenden 2,5 m breiten Fußwege übergeht. Die flache, lediglich 18 m breite Unterseite des Hohlkastens ist mit den äußeren Rändern durch eine lange Schräge verbunden. Die Fußwege wirken deshalb ähnlich wie ein umgedrehter Flügel.
Nur dieses Brückendeck der Hauptspanne ist an den 58 cm starken Tragkabeln aufgehängt, ähnlich wie bei der Williamsburg Bridge und der Ambassador Bridge. Die Hänger sind (wie schon bei der Severn-Brücke) diagonal angebracht, so dass an den Tragkabeln und am Fahrbahnträger immer zwei Hänger an einem gemeinsamen Befestigungspunkt enden, wodurch ein Zickzack-förmiges Muster entsteht.
Die Seitenöffnungen bestehen aus einer stählernen Plattenbalkenkonstruktion mit zwei schmalen Hohlkästen, die von schmalen Stahlpfeilern gestützt werden. Die 231 m lange Seitenöffnung ist dabei unterteilt in Brückenfelder von 40 + 3 × 45 + 56 m; die 255 m lange Öffnung ist in 4 × 63,75 m lange Felder aufgeteilt.

## Maut
Die Brücke wird täglich von ca. 180.000 Fahrzeugen benutzt. Bis 1997 waren es insgesamt 1 Milliarde. 
Ursprünglich sollte die Maut nur in den ersten drei Jahren erhoben werden. Sie wird nur für die Fahrt von Europa nach Asien fällig, nicht umgekehrt. Neben der Zahlung an der Mautstation auf der asiatischen Seite war seit 1999 für regelmäßige Benutzer auch eine Abbuchung per Funk möglich. Seit 2004 ist nur noch eine Zahlung per Mautkarte oder Funkempfänger möglich, die Zahlung mit Bargeld wurde, wie die mit Personen besetzten Mautkabinen, abgeschafft.

## Geschichte
Der erste Vorschlag zur Errichtung einer Hängebrücke zwischen Ortaköy und Beylerbeyi wurde 1951 vom Architekten Paul Bonatz entwickelt, acht Jahre später wurde 1959 der Bau der Brücke unter Ministerpräsident Adnan Menderes beschlossen. Konkrete Planungen begannen 1968 im Büro Freeman Fox & Partners unter der Leitung von Gilbert Roberts und William Brown. Mit dem Bau beauftragt wurde ein Joint Venture aus der deutschen Hochtief, der britischen Cleveland Bridge & Engineering Co. und der türkischen Enka. Baubeginn war 1970. Die Baukosten betrugen 23,2 Millionen US-Dollar. Eröffnet wurde die Bosporus-Brücke am 50. Jahrestag der türkischen Republik am 29. Oktober 1973 durch den damaligen Präsidenten Fahri Korutürk.
In den ersten vier Jahren stand die Brücke auch Fußgängern offen – sie wurden von Aufzügen in den Pylonen vom Bosporusufer auf Fahrbahnhöhe befördert. Aufgrund zahlreicher Selbsttötungssprünge (bis heute etwa 100 Tote) ist die Brücke heute für Fußgänger gesperrt.
Seit 1979 gehört die Brücke zur Route des Istanbul-Marathons, der von Üsküdar nach Beyoglu führt. 1988 wurde fünf Kilometer nördlich der Brücke eine zweite Brücke namens Fatih-Sultan-Mehmet-Brücke eröffnet. 2013 begann noch weiter nördlich der Bau einer dritten Brücke, der Yavuz-Sultan-Selim-Brücke, die am 6. März 2016 fertiggestellt worden ist.
Während des Putschversuches von Teilen des türkischen Militärs am 15. und 16. Juli 2016 wurde die Brücke, als strategisch wichtiger Ort, zu einem der Schauplätze von heftigen Auseinandersetzungen zwischen den gegen die Regierung gerichteten Militärangehörigen und Unterstützern des türkischen Präsidenten sowie der türkischen Polizei.
Am 25. Juli 2016 verkündete Ministerpräsident Binali Yıldırım den Beschluss des türkischen Kabinetts, die Brücke von „Bosporus-Brücke“ in „Brücke der Märtyrer des 15. Juli“ umzubenennen.

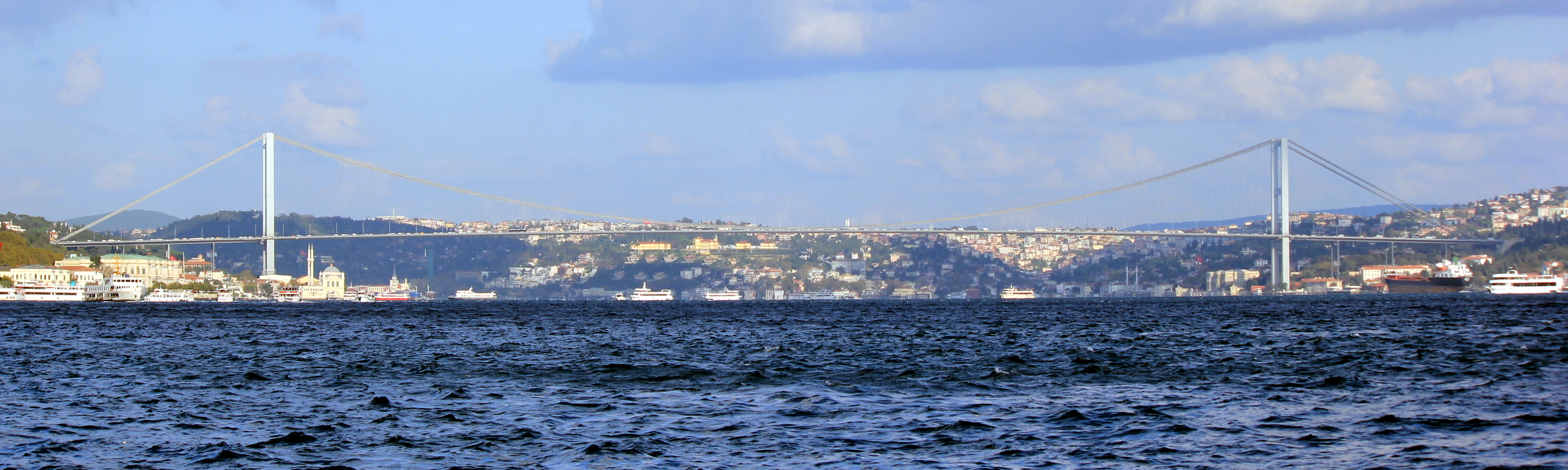
Die erste Bosporusbrücke von Süden